# Vibrac (Charente-Maritime)
Vibrac ist eine französische Gemeinde mit 159 Einwohnern (Stand: 1. Januar 2022) im Département Charente-Maritime in der Region Nouvelle-Aquitaine (vor 2016 Poitou-Charentes); sie gehört zum Arrondissement Jonzac und zum Kanton Jonzac. Die Einwohner werden Vibracais genannt.

## Geographie
Vibrac liegt etwa 80 Kilometer nordnordöstlich von Bordeaux. Umgeben wird Vibrac von den Nachbargemeinden Léoville im Norden, Messac im Osten, Pommiers-Moulons im Süden und Südwesten sowie Chaunac im Westen.

## Bevölkerungsentwicklung
| Jahr                       | 1962 | 1968 | 1975 | 1982 | 1990 | 1999 | 2006 | 2017 |
| Einwohner                  | 194  | 160  | 154  | 137  | 144  | 168  | 163  | 152  |
| Quellen: Cassini und INSEE |      |      |      |      |      |      |      |      |

## Sehenswürdigkeiten
- Kirche Saint-Germain

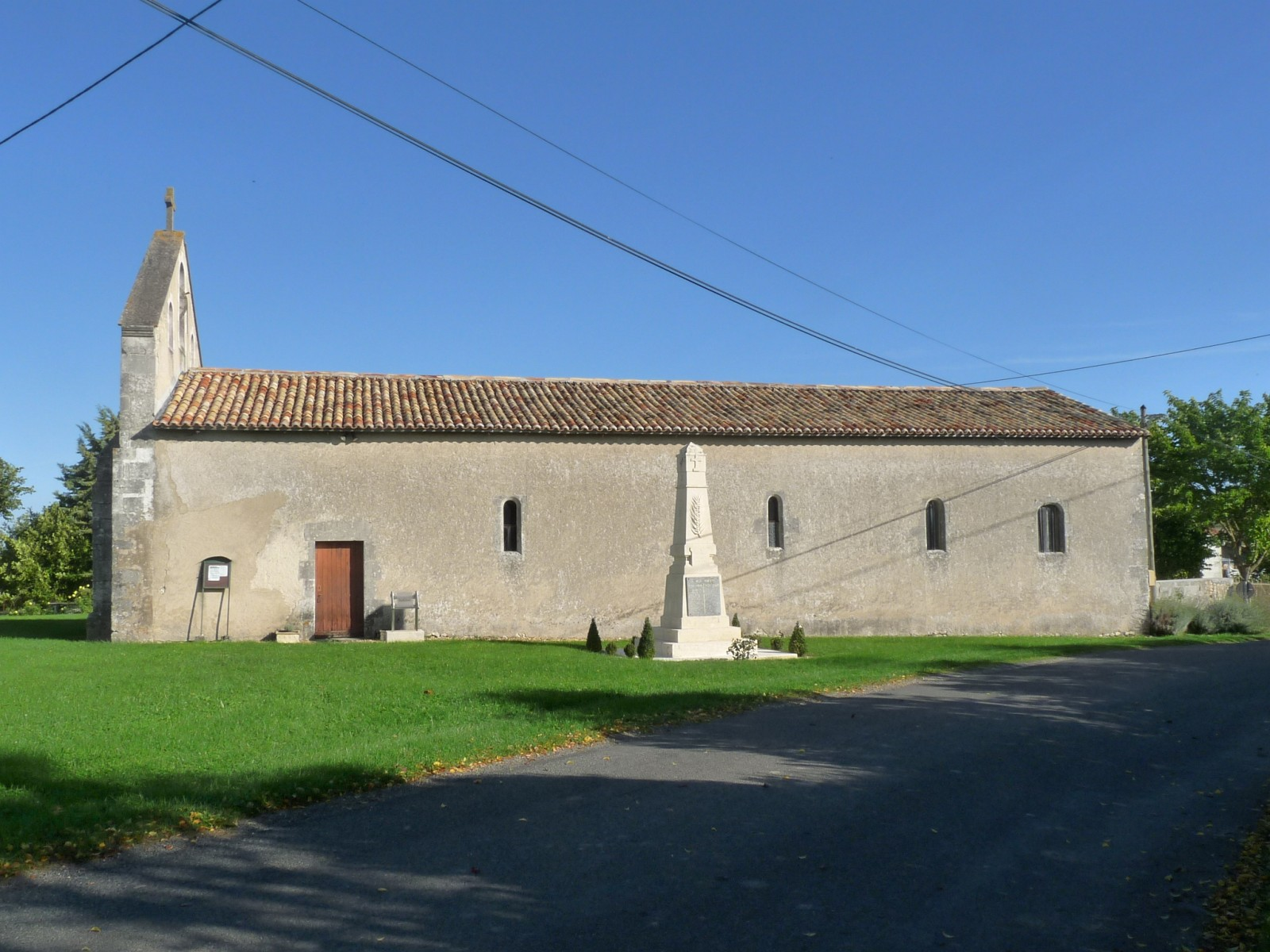
Kirche Saint-Germain

Siehe auch: Liste der Monuments historiques in Vibrac (Charente-Maritime)